# Казармы Рами
Казармы Рами (тур. Rami Kışlası) — бывшие османские и турецкие казармы, расположенные в районе Эюп в европейской части Стамбула (Турция). Они были возведены в 1770-х годах и в настоящее время перестраиваются для использования в качестве библиотеки.

## История

### Османская эпоха
Казармы Рами были построены во время правления османского султана Мустафы III в период с 1757 по 1774 год. Впоследствии они были отремонтированы и расширены при правлении Махмуда II в 1828 и 1829 годах. Они расположены в квартале Рами в районе Эюп, во время их появления эта местность являлась окраиной Стамбула. Исторически этот комплекс был известен как Артиллерийские казармы (тур. Topçu Kışlası) в усадьбе Рами (тур. Rami Çiftliği). Они являлись важным военным объектом, построенным для солдат армии нового образца (Низам-и Джедид, буквально «новый порядок») в рамках османской военной реформы. Казармы Рами служили военным штабом для султана Абдул-Меджида I (правил в 1839—1861 годах) во время Крымской войны (1853—1856). Они приняли свой окончательный вид во время правления султана Абдул-Хамида II (правил в 1876—1909 годах). Во время оккупации Стамбула (1918—1923) союзниками по Первой мировой войне в казармах Рами размещались алжирские подразделения французских войск.

### Республиканская эпоха
После 1923 года и до 1960-х, в республиканскую эпоху, казармы Рами использовались турецкой армией. После того, как военные покинули их, они некоторое время оставались незанятымы. Муниципальные власти Эюпа передали это помещение оптовым торговцам сухими продуктами питания. 14 октября 1972 года Министерство культуры и туризма Турецкой Республики зарегистрировало казармы как объект, представляющий собой культурную ценность. Они были переданы Вооружёнными силами Турции муниципальным властям Стамбула для использования в качестве зоны отдыха. В 1986 году казармы Рами были вновь временно переданы оптовым торговцам продуктами питания тогдашним мэром Стамбула Бедреттином Даланом (занимал эту должность в 1984—1989 годах) из-за того, что продовольственные магазины, располагавшиеся на берегу Золотого Рога в Ункапаны и Эминёню, служили причиной возникновения автомобильных пробок, загрязнения окружающей среды и шума. С того времени здание казарм частично использовалось оптовыми торговцами продуктами питания в качестве торговой площадки. Всего на его территории располагалось около 1500 продовольственных лавок.

## Архитектура
Комплекс казарм Рами имеет площадь в 75 000 м², из которых 33 000 м² занимают помещения. Общая полезная площадь казарм Рами составляет 220 000 м².
Казармы Рами окружают двора прямоугольной формы размером 200 на 200 метров и имеют восемь крыльев и пять блоков. Они были построен с использованием каменной кладки и много раз ремонтировалось.

## Переустройство
В 2010 году Управление топографии и памятников города приняло решение реконструировать частично снесённое и потерявшее свою аутентичность здание. Тендер на эти цели был объявлен 4 августа 2014 года. В настоящее время в здании ведутся масштабные работы по его реконструкции, призванные вернуть казармам Рами их первоначальный вид и структуру. По их завершении в здании разместится крупнейшая библиотека Турции. Предполагается, что её фонд составит более 7 миллионов книг, печатных и цифровых документов. В библиотеке будут работать отделения для детей и коллекционеров, а также читальные залы. Кроме того, казармы Рами станут культурным, общественным и художественным центром, в состав которого войдёт также и городской музей. Ещё в здании планируется разместить около 120 коммерческих предприятий, таких как книжные магазины, сувенирные лавки, банки, кафе, рестораны, кинотеатры и т. д., а также построить парковку, способную вместить 1200 автомобилей. Стоимость проекта реконструкции составляет около 200 миллионов турецких лир (43,3 миллиона долларов США). Открытие библиотеки было запланировано на 2020 год.